# Еркебулан Сейдахмет
Еркебулан Сейдахмет (каз. Еркебұлан Қайратұлы Сейдахмет, нар. 4 лютого 2000, Тараз) — казахський футболіст, нападник клубу «Актобе» та національної збірної Казахстану.
Виступав також за клуб «Кайрат».
Дворазовий чемпіон Казахстану. Володар Кубка Казахстану.

## Клубна кар'єра
Народився 4 лютого 2000 року в місті Тараз.
У дорослому футболі дебютував 2017 року виступами за команду «Тараз», в якій того року взяв участь у 15 матчах чемпіонату. 
Згодом з 2018 по 2020 рік грав у складі команд «Уфа», «Левські», «Кайрат» та «Жетису».
Своєю грою за останню команду знову привернув увагу представників тренерського штабу клубу «Кайрат», до складу якого повернувся 2021 року. Цього разу відіграв за команду з Алмати наступні чотири сезони своєї ігрової кар'єри.
До складу клубу «Актобе» приєднався 2025 року. Станом на 24 лютого 2025 року відіграв за команду з Актобе 66 матчів в національному чемпіонаті.

## Виступи за збірні
У 2016 році дебютував у складі юнацької збірної Казахстану (U-17), загалом на юнацькому рівні взяв участь у 12 іграх, відзначившись 3 забитими голами.
Протягом 2017–2022 років залучався до складу молодіжної збірної Казахстану. На молодіжному рівні зіграв у 16 офіційних матчах, забив 2 голи.
У 2018 році дебютував в офіційних матчах у складі національної збірної Казахстану.

## Титули і досягнення
- Чемпіон Казахстану (2):

«Кайрат»: 2020, 2024
- Володар Кубка Казахстану (1):

«Кайрат»: 2021